# П'єр Рішар
П'єр Ріша́р (фр. Pierre Richard, повне ім'я — П'єр Рішар Моріс Шарль Леопольд Дефей, фр. Pierre-Richard Maurice Charles Léopold Defays); нар. 16 серпня 1934, Валансьєн, департамент Нор, Франція) — французький актор театру і кіно, режисер, комік.

## Біографія
Народився 16 серпня 1934 року у місті Валансьєн (фр. Valenciennes), департамент Нор (фр. Nord), в родині текстильного промисловця. Виховувався у сім'ї свого діда, нащадка стародавнього аристократичного роду, що жив на півночі Франції. Через знатний родовід над П'єром знущалися однолітки, тож він завоював їхні симпатії тим, що почав їх смішити. Досягнувши повноліття, Рішар виїхав до Парижа вчитися на драматичних курсах, проти чого був його дід. Це стало приводом для розриву стосунків майбутнього актора з його сім'єю.

### Актор
Рішар вступив на славнозвісні драматичні курси Шарля Дюллена (фр. Charle Dullin), а потім стажувався в Жана Вілара. Однак у театрі йому не щастило — йому завжди давали ролі другого плану. Був змушений підробляти виступами на риштованнях кав'ярень-театрів, рядових кабаре та престижних м'юзик-холлів. Рішар добре танцював.
У 1967 режисер Ів Робер (фр. Yves Robert) запросив його зніматися у фільмі «Блаженний Олександр». Після цього Рішар знімався у його відомих комедіях «Високий блондин у чорному черевику», «Повернення високого блондина», «Близнюк».
У 1976 знявся у фільмі «Іграшка» режисера Франсіса Вебера (фр. Francis Veber).
У 1981 у фільмі того ж Вебера «Невдахи» виник знаменитий дует П'єра Рішара з Жераром Депардьє (фр. Gerard Depardieu). Цей фільм дав рекордні касові збори, і Вебер зафільмував ще дві стрічки з цими акторами: «Татусі» і «Втікачі».
У 1996 знявся у комедії грузинського режисера Нани Джорджадзе «Тисяча й один рецепт закоханого кухаря». За роль у цьому фільмі він був удостоєний звання «Найкращий актор».
У 1996 грав у театрі «Алеф». Із спектаклем «Убивство у Вальпараїсо» він побував в Україні.

### Кінорежисер
Свій перший фільм «Розсіяний» Рішар зняв 1970 року.
1988 року він представив на Х фестивалі Нового Латиноамериканського кіно свій документальний фільм «Розкажіть мені про Че», знятий ним на Кубі. Фільм містить спогади людей близько знайомих з кубинським революціонером Ернесто Че Гєварою, а також кадри кінохроніки про нього.
Наприкінці 1980-х років П'єр Рішар заснував свою власну компанію «Фіделін фільм», що займалася виробництвом і прокатом фільмів, а також випуском платівок із піснями самого П'єра Рішара.

### Підприємець
Окрім власної кіностудії П'єр Рішар, за порадою свого друга, актора й винороба Жерара Депардьє, придбав виноградники на півдні Франції. Щороку він виставляє на продаж кілька десятків тисяч пляшок вина. Його експортують до Бельгії.

### Візити до України
Двічі брав участь (2010, 2011) у кінофорумі "Харківський бузок".
11 листопада 2015 року П'єр Рішар завітав до Києва, щоби презентувати вино власного виробництва. Рішара зустрів український співак Олег Скрипка. Під час перебування в Києві, актору подарували українську вишиту сорочку. О. Скрипка сказав, що Рішару сподобались український борщ і вареники. Був гостем передачі Вечірній Київ.
У 2024 році Пʼєр приєднався до команди United24 та підтримав визвольні змагання України проти російських окупантів.

## Фільмографія
- 1958 Монпарнас, 19
- 1966 Велика каса
- 1966 Ромео і спідниці [Roméos et jupettes] (короткометражний)

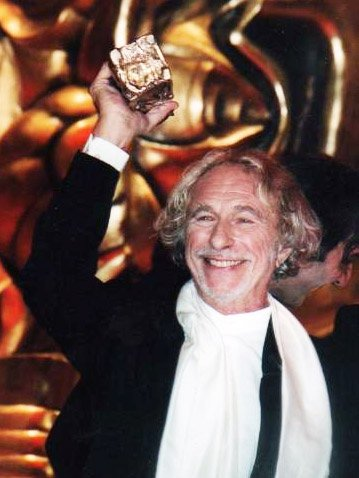
П'єр Рішар, 2006

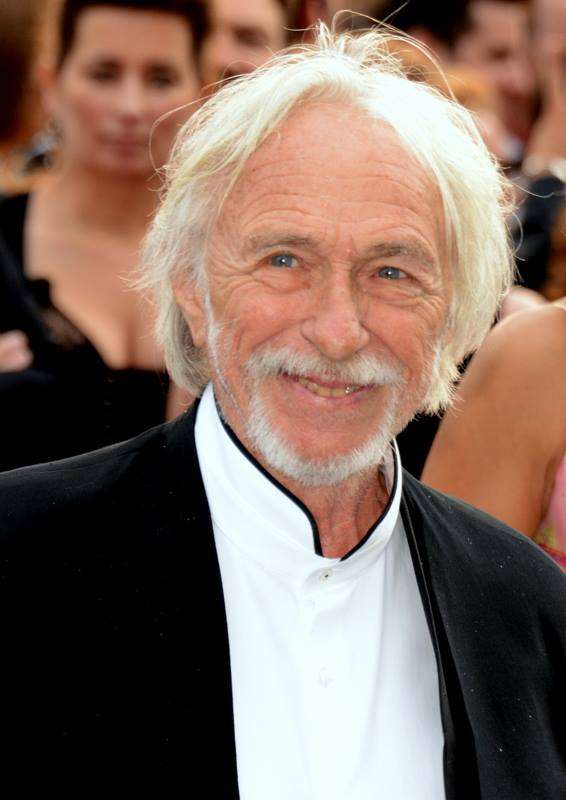
П'єр Рішар на Каннському МКФ, 2015

- 1967 Ідіот у Парижі  [Un idiot à Paris] (в епізоді (поліцейський))
- 1968 Олександр блаженний [Alexandre le bienheureux] / епізод
- 1968 Полонянка [La prisonniere]  (епізод (масовка?))
- 1970 Розсіяний
- 1971 (? можливо: 1969) Коклюш ( ? можливо: Задира) [La coqueluche]
- 1972 Злоключення (Нещастя) Альфреда [Les Malheurs d'Alfred]
- 1972 Високий блондин у чорному черевику
- 1973 Найбожевільніша причина (?Правила божевільного) [La raison du plus fou]
- 1973 Я нічого не знаю, але скажу все
- 1974 Джульєтта і Джульєтта [Juliette et Juliette]
- 1974 Хмара між зубами [Un nuage entre les dents]
- 1974 Він починає сердитися (або Гірчиця б'є у ніс)
- 1974 Повернення високого блондина
- 1975: Тримай у полі зору / La Course à l'échalote — П'єр Відаль
- 1976 Далі нікуди [On aura tout vu]
- 1976 Робінзони черепахового острова [Les naufragés de l'île de la Tortue]
- 1977 Іграшка
- 1978 Втеча
- 1978 Я боязкий та я лікуюсь
- 1979 Це не я, це — він
- 1980 Укол парасолькою
- 1981 Невдахи
- 1983 Собака на грі в боулінг [Un chien dans un jeu de quilles]
- 1983 Татусі
- 1984 Близнюк
- 1985 Сцени з життя (Зрізи життя) [Tranches de vie]
- 1985 Діалог глухих [Dialogue de sourds]  (короткометражний)
- 1986 Втікачі
- 1988 Ліворуч від ліфта
- 1988 Цвяхоїд [Mangeclous]
- 1990 Ласкаво просимо на борт! [Bienvenue a bord!]
- 1990 Кар'єрний диван (Кар'єра через ліжко) [Promotion canapé]
- 1991 Завжди можемо мріяти (Дурень думкою багатіє) [On peut toujours rever]
- 1992 Старий негідник [Vieille canaille]
- 1993 Гільдія дурнів
- 1993 Корпорація дурнів
- 1994 Партія в шахи [La partie d'echecs]
- 1995 Подружнє кохання [L'amour conjugal]
- 1996 Тисяча й один рецепт закоханого кухаря [Les Mille et Une Recettes du cuisinier amoureux]
- 1997 Прямо в стіну (Головою об стіну) [Droit dans le mur]
- 2000 Без родини
- 2000 Жахливе життя, але надія є
- 2000 Літо або 27 загублених поцілунків
- 2000-2001 Подорож до центру Землі (з ціклу Les voyages extraordinaires de Jules Verne. Collection) - озвучення професора Ліденброка
- 2003  Одружений, але не дуже (Знайомтесь, Ваша вдова) [Mariées mais pas trop]
- 2003 Ключі від машини [Les Clefs de bagnole}  (епізод (масовка?))
- 2003 Робінзон Крузо
- 2004 Коли нас не стане
- 2004 Верхи на кулі (фільм)
- 2005 Pjke [Zooloo 2005] короткометражний)
- 2005 Кактус / Le Cactus
- 2005 Абстрактне мислення / Détournement de mémoires
- 2006 Щасливий шанс / Essaye-moi — Le père d'Yves-Marie
- 2006 Гадюка / Le Serpent (The Serpent) — Cendras
- 2006 Парижани — Михаіл Кувалдин
- 2007 Різноманітні факти (Різне) [Faits divers] (короткометражний)
- 2007 Гомес і Таварес / Gomez contre Tavarès
- 2008 Міа и Міґу / Mia et le Migou - озвучення Педро
- 2008 Париж! Париж! / Faubourg 36 — Monsieur TSF
- 2009 Король Ґійом / King Guillaume — Вільям Фернан / William Fernand
- 2009 Щасливчик П'єр [Le bonheur de Pierre] — П'єр Мартін / Pierre Martin
- 2009 Віктор — Віктор Корбін/ Victor Corbin
- 2009 Керіті, будинок казок [Kérity, la maison des contes] - озвучення Адріан
- 2009 Кіноман / Cinéman
- 2010 Гранд Ресторан 1,2 [Le Grand Restaurant, Le Grand Restaurant II]
- 2011 А живімо всі разом? / Et si on vivait tous ensemble? — Альберт / Albert
- 2012 4 сезони Антуана (Пори року Антуана) [Les 4 saisons d'Antoine]
- 2012 Мої герої /  Mes héros — Жан / Jean
- 2013 Паперові душі [Les âmes de papier]
- 2013 Продавець іграшок — мсьє Дюфен
- 2014 Махай крилами (Гас - Маленька пташка, велика подорож) [Gus - Petit oiseau, grand voyage] - озвучення Даріус
- 2017 Дива в Парижі — Дункан
- 2017 Містер Штейн іде в онлайн — П'єр
- 2017 Малюк Спіру [Le petit Spirou]
- 2018 Від сім'ї не втечеш — Жак
- 2018 Місіс Міллз, така ідеальна сусідка [Madame Mills, une voisine si parfaite]
- 2018 Старі дуралеї (Старі шкапи) [Les vieux fourneaux]
- 2023 Астерікс і Обелікс: Шовковий шлях — Панорамікс
- 2023 Фаворитка
- 2024 Пригоди ведмежат Гаммі

### Режисер
- 1970 — Розсіяний / Le Distrait
- 1971 — Безголів'я Альфреда /  Les Malheurs d'Alfred
- 1973 — Я нічого не знаю, але скажу все / Je sais rien, mais je dirai tout
- 1978 — Я боязкий, та я лікуюсь / Je Suis Timide Mais Je Me Soigne
- 1980 — Це не я, це — він! /  C'est pas moi, c'est lui
- 1991 — Дурень думкою багатіє / On peut toujours rêver
- 1997 — Просто в стіну / Droit dans le mur